# Kramolín (district de Třebíč)
Pour les articles homonymes, voir Kramolín.
Kramolín (en allemand : Kramolin) est une commune du district de Třebíč, dans la région de Vysočina, en République tchèque. Sa population s'élevait à 117 habitants en 2020.

## Géographie
Kramolín est arrosée par la Jihlava, qui forme le réservoir de Dalešice, et se trouve à 8,5 km au sud-sud-ouest de Náměšť nad Oslavou, à 20 km au sud-est de Třebíč, à 35,5 km à l'ouest-sud-ouest de Brno, à 49 km au sud-est de Jihlava et à 163 km au sud-est de Prague.
La commune est limitée par Popůvky au nord, par Kladeruby nad Oslavou à l'est, par Mohelno et Slavětice au sud, et par le réservoir de Dalešice et la commune de Dalešice à l'ouest.

## Histoire
La première mention écrite de la localité date de 1368.

## Économie
Le barrage et la centrale hydroélectrique de Dalešice, sur la Jihlava, se trouvent sur les territoires des communes de Kramolín et de Dalešice.

## Transports
Par la route, Kramolín se trouve à 13 km de Náměšť nad Oslavou, à 26,5 km de Třebíč, à 59 km de Jihlava et à 197 km de Prague.